# Ministerstvo spravedlnosti Spojených států amerických

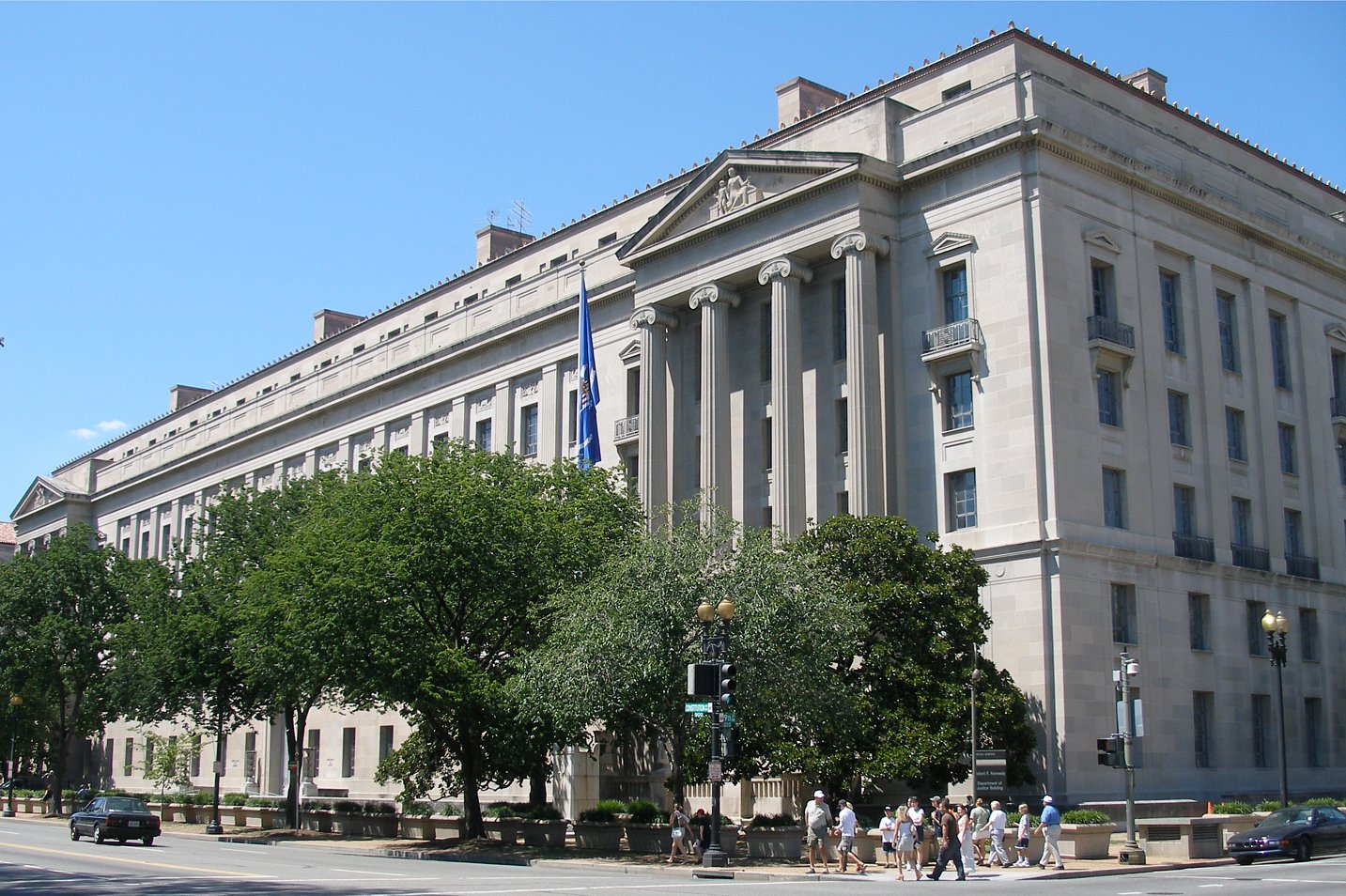
Ministerstvo spravedlnosti

Ministerstvo spravedlnosti Spojených států amerických (angl. Department of Justice) je ministerstvo federální vlády ve Spojených státech. Bylo založeno za účelem prosazování práva a obrany zájmů USA a zajištění spravedlivého a nestranného systému spravedlnosti pro všechny Američany. V čele úřadu stojí (federální) generální prokurátor (angl. Attorney General), který vykonává fakticky úřad ministra spravedlnosti, jelikož je od roku 1789 člen kabinetu Spojených států.

## Gesce a fungování ministerstva
Důležitý prvek Ministerstva spravedlnosti Spojených států amerických je ten, že funguje zároveň jako ministerstvo vnitra v jiných zemích a zároveň jako klasické ministerstvo spravedlnosti, tak jako v jiných zemích. Jeho hlavním úkolem je vymáhání federálního práva a stíhání federálních zločinů prostřednictvím státních zástupců v 94 soudních okrscích Spojených států amerických. Dále ministerstvo spravuje tyto agentury:
- Federální úřad pro vyšetřování (Federal Bureau of Investigation, zkráceně FBI)
- United States Marshals Service (USMS)
- Úřad pro alkohol, tabák, palné zbraně a výbušniny (Bureau of Alcohol, Tobacco, Firearms and Explosives, zkráceně ATF)
- Úřad pro potírání drog (Drug Enforcement Agency, zkráceně DEA)
- Federální úřad pro vězeňství (Federal Bureau of Prisons, zkráceně BOP)